# Chiusole
Chiusole è una piccola frazione del comune di Pomarolo, in provincia di Trento.
Si trova tra il fiume Adige e il monte. Il paese è stato semidistrutto in seguito ai lavori per l'autostrada del Brennero. 

## Origine del nome

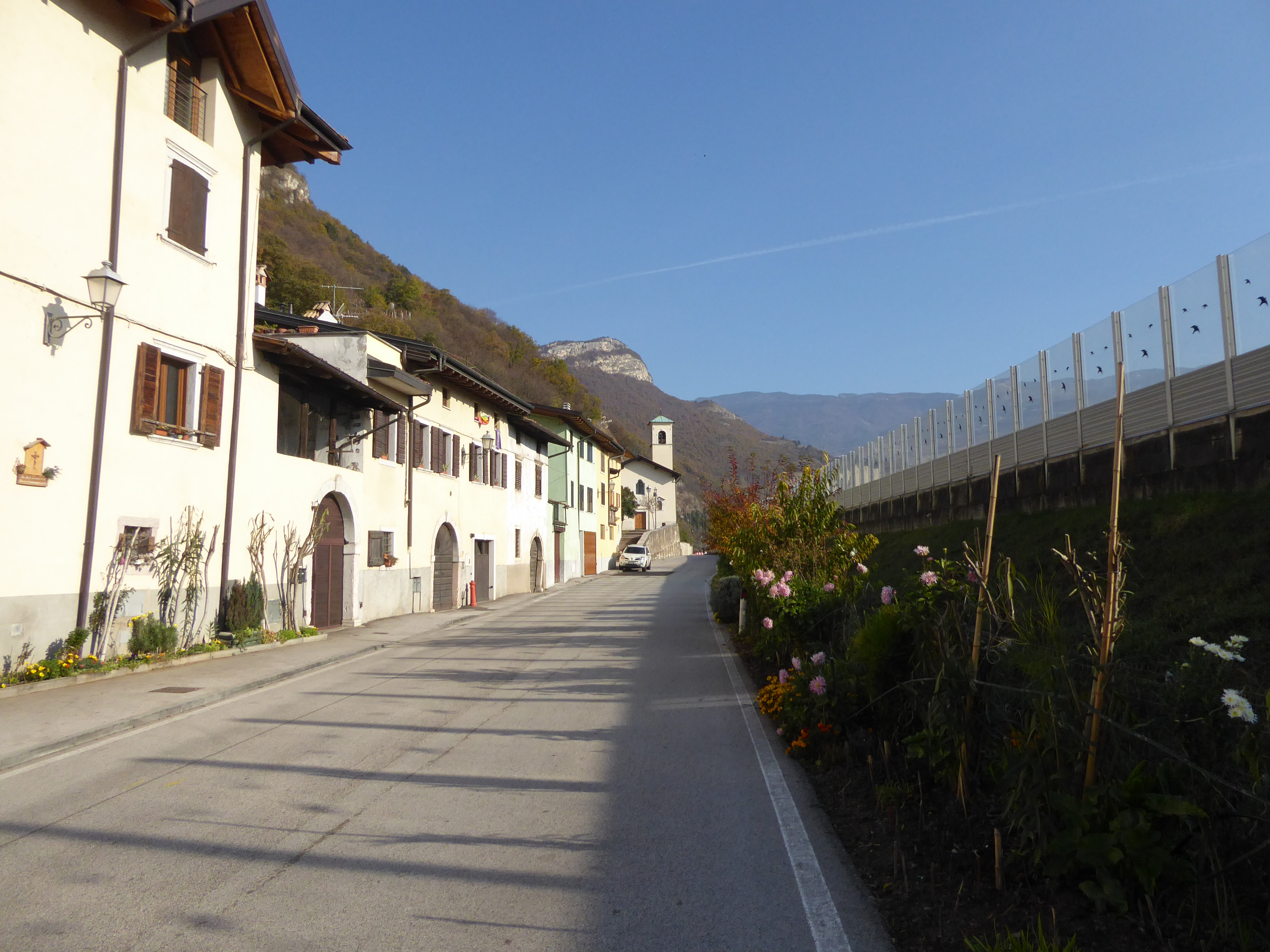
Scorcio della via principale del paese

Chiusole, che significa piccola chiusa, deve il suo nome al porto da cui partivano le zattere per la traversata del fiume e per discendere verso il sud.  A Chiusole si usò l'acqua del fiume oltre che per i normali usi domestici anche per bere fino alla prima metà del XIX secolo; solamente all'inizio del XX secolo fu costruito l'acquedotto che portava nella frazione l'acqua proveniente dalle sorgenti della Valbone e della Valgranda. Gli abitanti dell'epoca davano la colpa all'inquinamento dell'acqua del fiume al continuo espandersi di malattie contagiose e mortali come il tifo e il colera.

## Storia
Oggi Chiusole è formata da un solo allineamento di abitazioni lungo la roccia, mentre l'autostrada scorre proprio al centro del vecchio abitato. L'antica chiesetta barocca di San Rocco, patrono della frazione, datata 1636, probabile anno di malattie e pestilenze, è rimasta a testimoniare un passato di nobiltà e benessere, dovuto prevalentemente al commercio di transito effettuato lungo la strada Destra Adige e lungo il fiume, oltre che agli abbondanti raccolti agricoli nelle campagne lungo le rive, spesso bagnate dalle alluvioni, ma anche fertilizzate per questo motivo dall'Adige. La ricchezza del paese è testimoniata oggi dagli stemmi apposti sui portali seicenteschi e settecenteschi delle abitazioni rimaste, quali quelli di Casa Chiusole, a Casa Galvagni.  

## I Chiusole

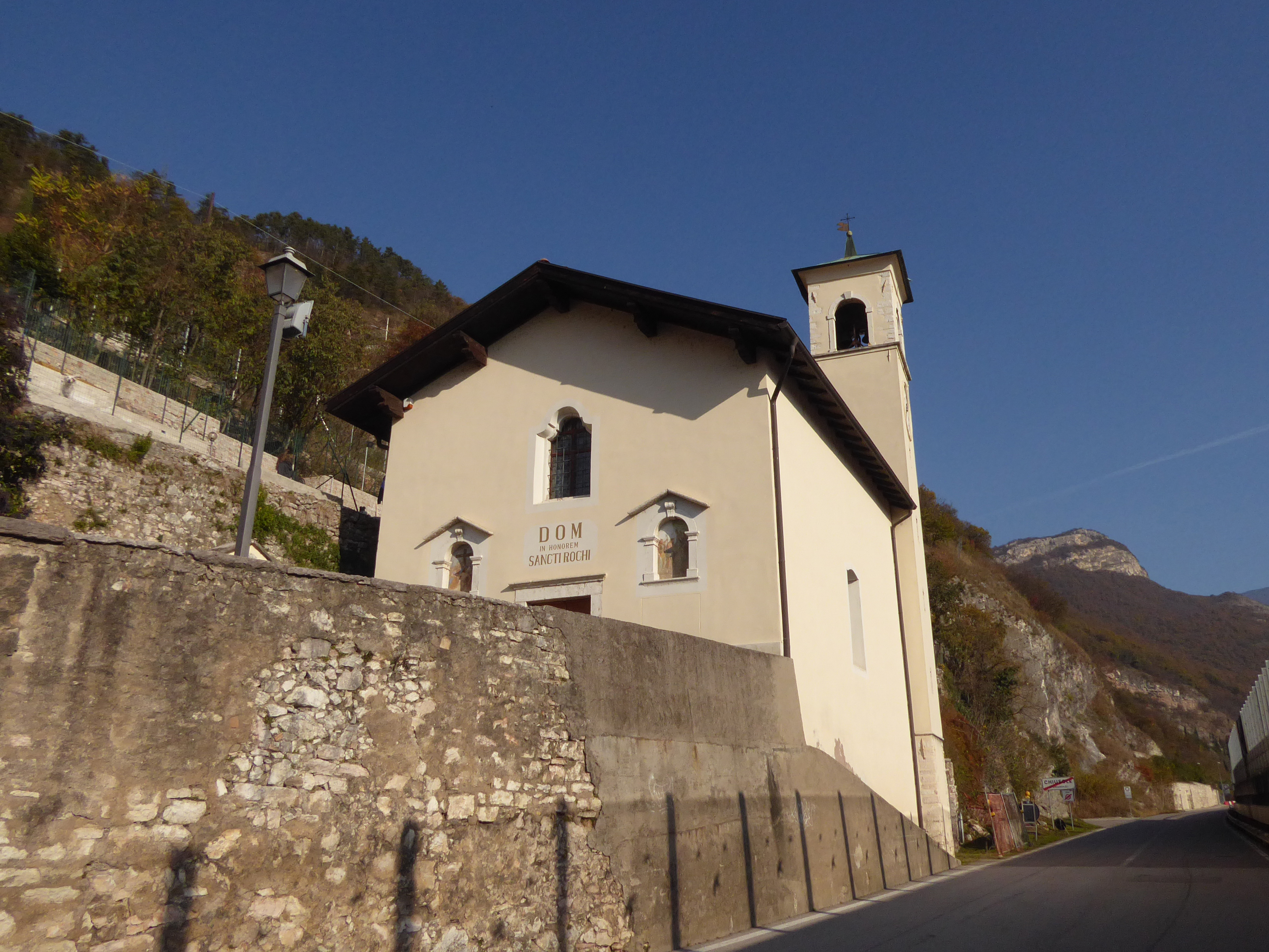
La chiesa di San Rocco

Dal paese trae origine e nome l’illustre famiglia Chiusole il cui capostipite fu appunto un Marco da Chiusole, «Marcus de Clusolis», un giureconsulto vissuto nella prima metà del XIII secolo.
Con i figli di Antonio Chiusole, «Ser Antonius filius quondam Ser Benvenuti de Clusolis» (n. 1419 – m. ca. 1517) la famiglia si divise nei vari rami di Trento, di Arco, di Rovereto.
Nel 1558 l'imperatore Ferdinando I, insignì i fratelli Nicolò, Giuseppe e Girolamo «una cum caeteris fratribus, et consaguineis de Clusolis», della nobiltà del Sacro Romano Impero.
Fra i membri più illustri della casata, Antonio (Villa Lagarina, 18 ottobre 1679 - Rovereto, 13 marzo 1755), erudito di grande versatilità, legò il suo nome all'opera Il mondo antico, moderno e novissimo, ovvero trattato dell’antica, e moderna geografia che vide la luce nel 1716 e che conobbe quattro edizioni, ma anche a trattati di argomento matematico (La geometria comune, legale, ed aritmetica, pubblicata nel 1740) e storico-genealogico (La genealogia delle case più illustri di tutto il mondo, del 1743, e La genealogia moderna delle case più illustri di tutto il mondo, del 1749), che lo resero una celebrità nella cultura italiana della prima metà del XVIII secolo.
Marco Azzone (Arco, 1728 – Chiusole, 27 agosto 1765) fu consigliere del principe vescovo di Trento, autore di opere teologiche e poetiche.
Adamo (Chiusole, 1729 – 1787) dopo aver studiato nel collegio dei gesuiti di Siena si trasferì a Roma ove fu allievo di Pompeo Batoni; visse per molto tempo in quella città legandosi alle famiglie dei principi Colonna e Borghese e si distinse come pittore, poeta e musicista; fu autore di componimenti poetici e di drammi, di trattati sulla pittura, sulla scultura e sull’architettura ma anche sulla cavalleria nonché di opere storiografiche sulla sua terra di origine (Sopra il villaggio di Chiusole, pubblicato in forma di lettera nel 1785; Notizie antiche e moderne della Valle Lagarina e degli uomini illustri della medesima, del 1787); Benedetto XIV lo creò cavaliere dell’Ordine dello Speron d'Oro e conte del Sacro Palazzo Lateranense.

## Remo Galvagni
Altra illustre personalità del paese, è il tenente Remo Galvagni, caduto nella prima guerra mondiale; a lui sono intitolate la via principale del paese e le scuole elementari di Pomarolo.